# Can Soler (Barcelona)
Can Soler, Granja Soler o Can Gener és una masia situada al torrent de la Font del Bacallà, al barri de Sant Genís dels Agudells de Barcelona, catalogada com a bé amb elements d'interès (categoria C) i inclosa a l'Inventari del Patrimoni Arquitectònic de Catalunya.

## Història
La primera referència documental es troba a les actes capitulars del monestir de Sant Jeroni de la Vall d'Hebron. El 1801, la masia era citada com a casa Berengueras, àlies casa Boix; aquest darrer nom es va conservar durant tot el segle xix. Al segle xx va ser coneguda com a Granja Soler pel nom del propietari Antoni Soler.
Actualment, acull el Centre de Natura de Can Soler, dedicat a difondre el patrimoni natural del seu entorn.

## Descripció
És un edifici aïllat de planta rectangular, format per planta baixa, pis i golfes, amb coberta de teula àrab. La façana principal, amb restes d'esgrafiats geomètrics, té una composició composició simètrica, amb les obertures disposades segons tres eixos que corresponen a les tres crugies: un portal d'arc escarser i finestres als baixos, balcons al pis i finestres a les golfes. A la banda esquerra hi ha un cos afegit que forma un pati interior. Aquest té un portal exterior i en un dels angles hi ha una garita amb espitlleres.
Hi ha uns amplis corrals separats de la masia, i també hi ha una bassa de rec que recull l'aigua de la mina de la font del Bacallà.
La casa es comunica amb la carretera de la Rabassada, que passa just per sobre, a través d'un camí esglaonat.